# Экёритофюльпёш
Экёритофюльпёс (венг. Ököritófülpös) — посёлок(надькёжег) в медье Сабольч-Сатмар-Берег, в регионе Северный Альфёльд на востоке Венгрии. Посёлок занимает площадь 33,42 км² с 1803 жителями по состоянию на 1 января 2010 года.
В посёлке расположена одноимённая железнодорожная станция. Ближайшие населённые пункты — посёлок Порчальма, деревни Цегеньданьяд и Кочорд. У северо-восточной границы посёлка протекает река Сомеш.

## Население
| Год  | Численность | Численность |
| ---- | ----------- | ----------- |
| 2013 | 1859        | [ 3 ]       |
| 2014 | 1863        | [ 4 ]       |
| 2015 | 1821        | [ 5 ]       |
| 2021 | 1774        | [ 6 ]       |
| 2022 | 1707        | [ 7 ]       |
| 2023 | 1728        | [ 8 ]       |
| 2024 | 1700        | [ 1 ]       |